# Dianalund Kommune
Dianalund Kommune i Vestsjællands Amt blev dannet d. 1. april 1966 ved en frivillig kommunesammenlægning mellem tre sognekommuner. Ved strukturreformen i 2007 blev den indlemmet i Sorø Kommune sammen med Stenlille Kommune. Indtil 1970 hørte Dianalund Kommune under Holbæk Amt.

## Tidligere kommuner
Dianalund Kommune blev dannet i 1966 ved frivillig sammenlægning af 3 sognekommuner:
| Kommune              | Folketal september 1965 | Byer                               |
| -------------------- | ----------------------- | ---------------------------------- |
| Niløse               | 886                     | Niløse                             |
| Ruds Vedby           | 1.481                   | Ruds Vedby                         |
| Tersløse-Skellebjerg | 3.709                   | Dianalund, Tersløse og Skellebjerg |
| I alt                | 6.076                   |                                    |

## Sogne
Dianalund Kommune bestod af følgende sogne:
- Niløse Sogn (Merløse Herred)
- Ruds Vedby Sogn (Løve Herred)
- Skellebjerg Sogn (Løve Herred)
- Tersløse Sogn (Merløse Herred)

## Borgmestre[3]
| Navn             | Parti                       | Periode   |
| ---------------- | --------------------------- | --------- |
| Erik Christensen | Det Konservative Folkeparti | 1966-1986 |
| Orla Janum       | Venstre                     | 1986-1990 |
| Arne Kristensen  | Socialdemokratiet           | 1990-1994 |
| Per Hovmand      | Det Konservative Folkeparti | 1994-2006 |